# Соловйов Микола Володимирович
Соловйов Микола Володимирович (8 вересня 1966 — 19 листопада 1985) — радянський військовик, учасник Афганської війни. Посмертно нагороджений орденом Червоної зірки.

## Біографія

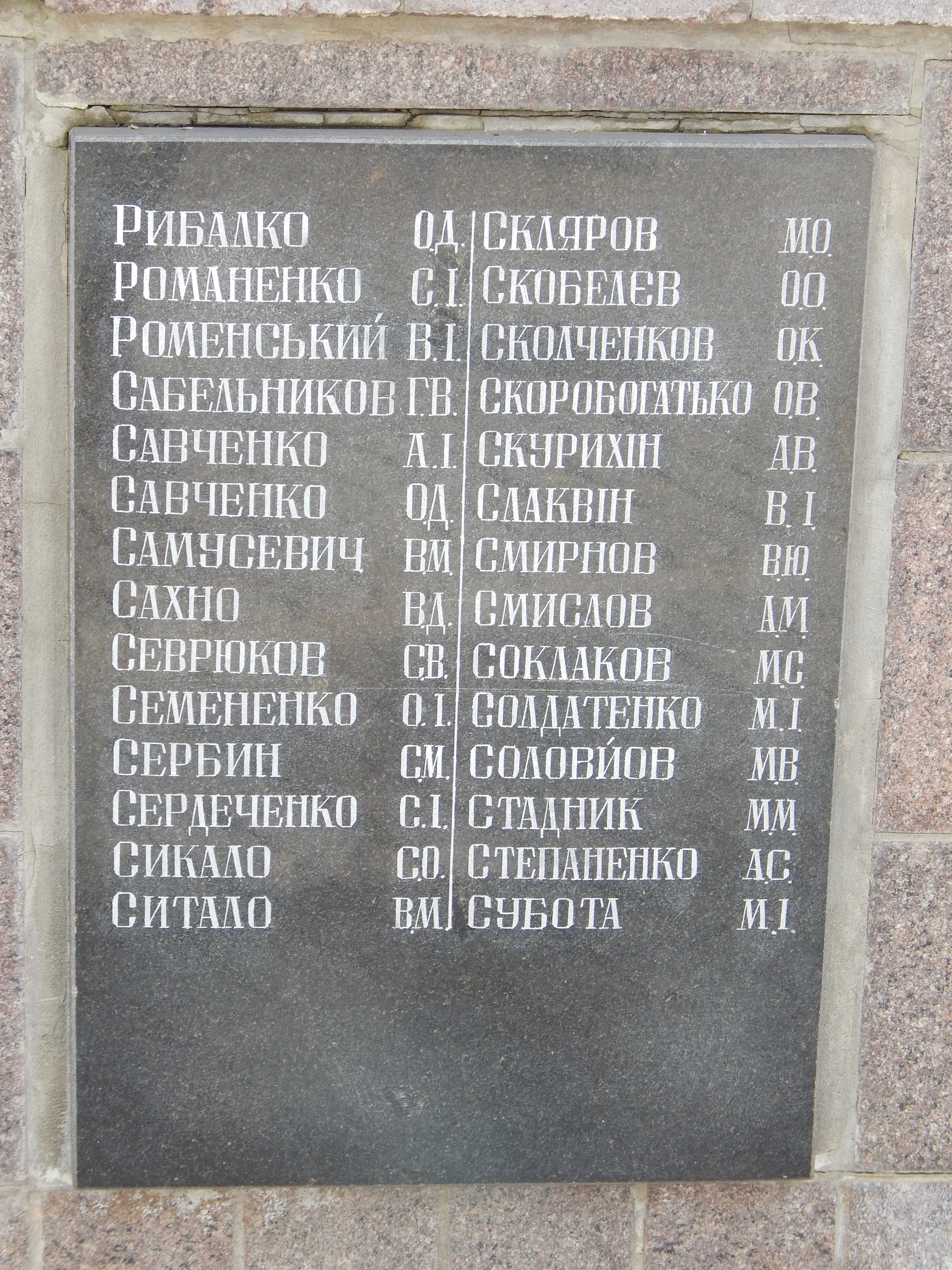
Плита із прізвищем Соловйова на меморіалі у Харкові.

Микола Соловйов народився 8 вересня 1966 року в місті Слов'янськ-на-Кубані Краснодарського краю в українській робітничій родині. Пізніше родина переїхала до села Молодова Харківської області.
Працював слюсарем-збірником на заводі «Електроапарат». Був членом Комсомолу. 11 листопада 1984 року був призваний до лав Збройних сил СРСР Вовчанським РВК Харківської області. Того ж місяця був відправлений до Афганістану. Служив радіотелеграфістом десантно-штурмової групи у 47-у Керкінському прикордонному загоні Средньоазійської прикордонної округи. Неодноразово брав участь у бойових операціях. 19 листопада 1985 брав участь у ліквідації ворожих сил поблизу кишлака Гарав провінції Кундуз. Надійно забезпечував зв'язок командира з бойовими групами під час неприривного обстрілу. Підтримував товаришів вогнем. Під час зміни дислокації командно-спостережного пункту, був вбитий снайпером.
Був похований у селі Молодова Вовчанського району.

## Нагороди
- Орден Червоної Зірки (посмертно)

## Пам'ять
- Його ім'я викарбуване на одній з плит Меморіального комплексу пам'яті воїнів України, полеглих в Афганістані у Києві[3].
- Його ім'я викарбуване на одній з плит Меморіалу пам'яті воїнів-інтернаціоналістів у Харкові[4].
- Його ім'ям була названа вулиця у селі Молодова[5].